# Aristolochia macgregorii
Aristolochia macgregorii är en piprankeväxtart som beskrevs av Elmer Drew Merrill. Aristolochia macgregorii ingår i släktet piprankor, och familjen piprankeväxter. Inga underarter finns listade i Catalogue of Life.